# Assaggiatore di tè

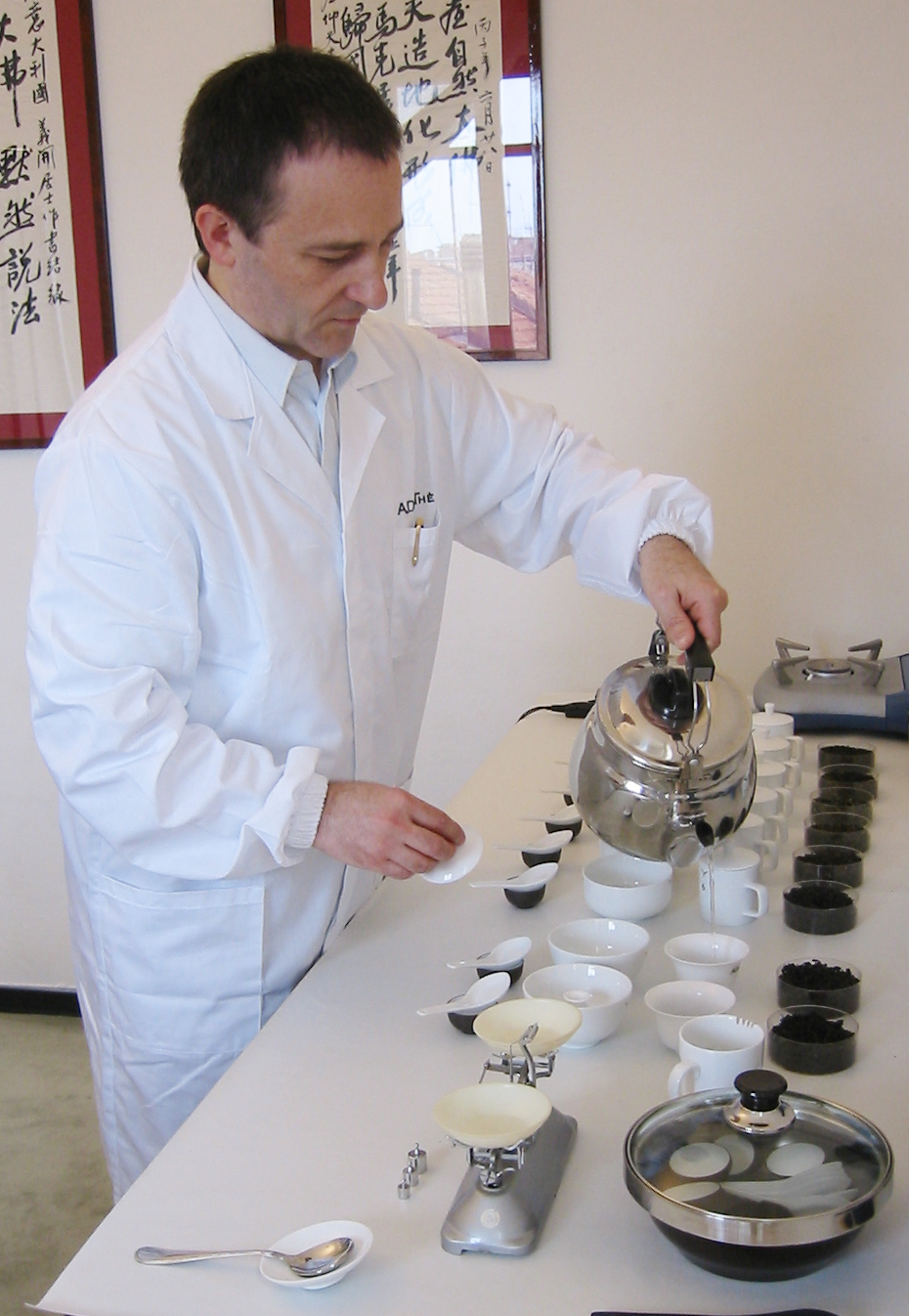
Un assaggiatore di tè professionista al lavoro

L'assaggiatore di tè (o degustatore di tè; in inglese tea taster) è un professionista della degustazione addetto all'analisi organolettica del tè al fine di valutarne le caratteristiche qualitative.

## Ruolo e capacità
La determinazione della qualità dei tè deriva da un insieme di caratteri che comprendono, oltre l'età, il colore e lo stato della foglia, quelli rilevabili dopo aver acquisito esperienza, con l'assaggio dell'infusione realizzata in modi prefissati. In seguito all'esame i periti assaggiatori emettono un giudizio di qualità. La professione può essere svolta dopo diversi anni di studio e di addestramento.
Il perito assaggiatore esamina ogni giorno diverse centinaia di infusioni, limitandosi a prendere solo un sorso della bevanda che viene poi espulsa nella speciale sputacchiera (spittoon in inglese) dopo aver rilevato il gusto e l'aroma. Esamina inoltre un campione delle foglie secche e quelle utilizzate per l'infusione. Il giudizio viene espresso compilando un apposito formulario, avvalendosi di un prefissato elenco di aggettivi che comprende circa 120 termini.
Per dire più chiaramente della abilità di questi qualificati tecnici, basta ricordare che le partite di tè non sono poste in commercio così come arrivano dal giardino di produzione, invece sono miscelate con svariate altre qualità.
Ad esempio un buon blend può essere composto da 20 e più tipologie di tè, addirittura provenienti da giardini di diversi continenti. Questo senza contare che, in dipendenza del variare dei periodo di raccolto, un determinato giardino che coltiva sempre la stessa varietà di tè, produce ogni volta qualità assai diverse tra loro.
Quello degli assaggiatori di tè è un insostituibile intervento sul quale sono basate le offerte degli importatori per i giorni delle aste, ma è pure un intervento dal quale non possono assolutamente prescindere tanto i piantatori che le grandi case venditrici.
Infatti gli uni, grazie al giudizio dei perito, possono eliminare eventuali indesiderate caratteristiche dalla loro produzione, mentre gli altri possono ottenere dei suggerimenti atti a formare o modificare le formule per le loro miscele.
L'assaggio dei tè richiede una notevole esperienza ed ha un'importante funzione nel commercio dei tè, perché permette di accertare e valutare i pregi di un determinato prodotto. Perciò la conoscenza dei metodi usati dagli assaggiatori di tè ed i loro termini sono elementi preziosi anche per il coltivatore poiché lo mettono in grado di conoscere i difetti nella confezione dei tè nella sua terra, di eliminare caratteristiche indesiderabili e di migliorare così la qualità della sua produzione.

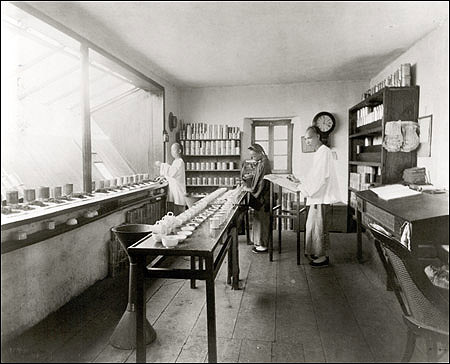
Interno di una sala da degustazione in Cina (1850 ca.)

## La degustazione professionale
Nell'accertare il pregio di un tè, l'assaggiatore deve tenere in considerazione i seguenti fattori: 
- l'aspetto delle foglie secche;
- il colore e l'aroma delle foglie infuse;
- il gusto e la fragranza dell'infusione, ossia il liquido, che nel gergo professionale è chiamato "liquore".

Le proprietà del liquore sono le più importanti qualità nella maggioranza dei tè, ma di rado capita che un buon tè mostri una cattiva foglia infusa. Solamente le più ovvie differenze nelle infusioni di tè possono essere prontamente scoperte dal profumo; l'esperienza pratica ben presto insegna a riconoscere le varie caratteristiche di ogni tè.
Per assaggiare il tè, l'assaggiatore prepara la sua infusione prendendo una quantità di foglie corrispondente ad un peso di circa un decimo di oncia, all'incirca tre grammi e lo pone in una tazza della capacità di 140 ml, munita di coperchio. Versando dell'acqua bollente sul tè, si ottiene l'infusione in circa cinque minuti, trascorsi i quali, il tè è travasato in una tazza senza manico.
Le foglie infuse sono passate quindi dalla prima tazza (dove è avvenuta l'infusione) sul coperchio della stessa e così esposte per l'esame. Dopo un intervallo di pochi minuti, quando l'infusione e le foglie infuse si sono raffreddate un poco, queste ultime sono esaminate nel colore e il liquore è assaggiato.
Nel compiere questa operazione, l'assaggiatore centellina un po' di liquore sia dalla tazza, sia da un cucchiaio, facendo in modo di distribuire il liquore su tutto il palato. Dopo l'assaggio, il liquore non viene deglutito, ma espulso nell'apposita sputacchiera.

## Gli attrezzi del mestiere
Per la degustazione professionale dei tè si utilizzano delle tazze speciali, il cui set è composto da una tazza con manico e coperchio ed una tazza senza manico (vedi foto). In commercio ve ne sono di diversi tipi, ma quelle professionali devono essere standardizzate. Al mondo vi sono 2 standard che regolano la degustazione professionale: quello cinese e quello occidentale.

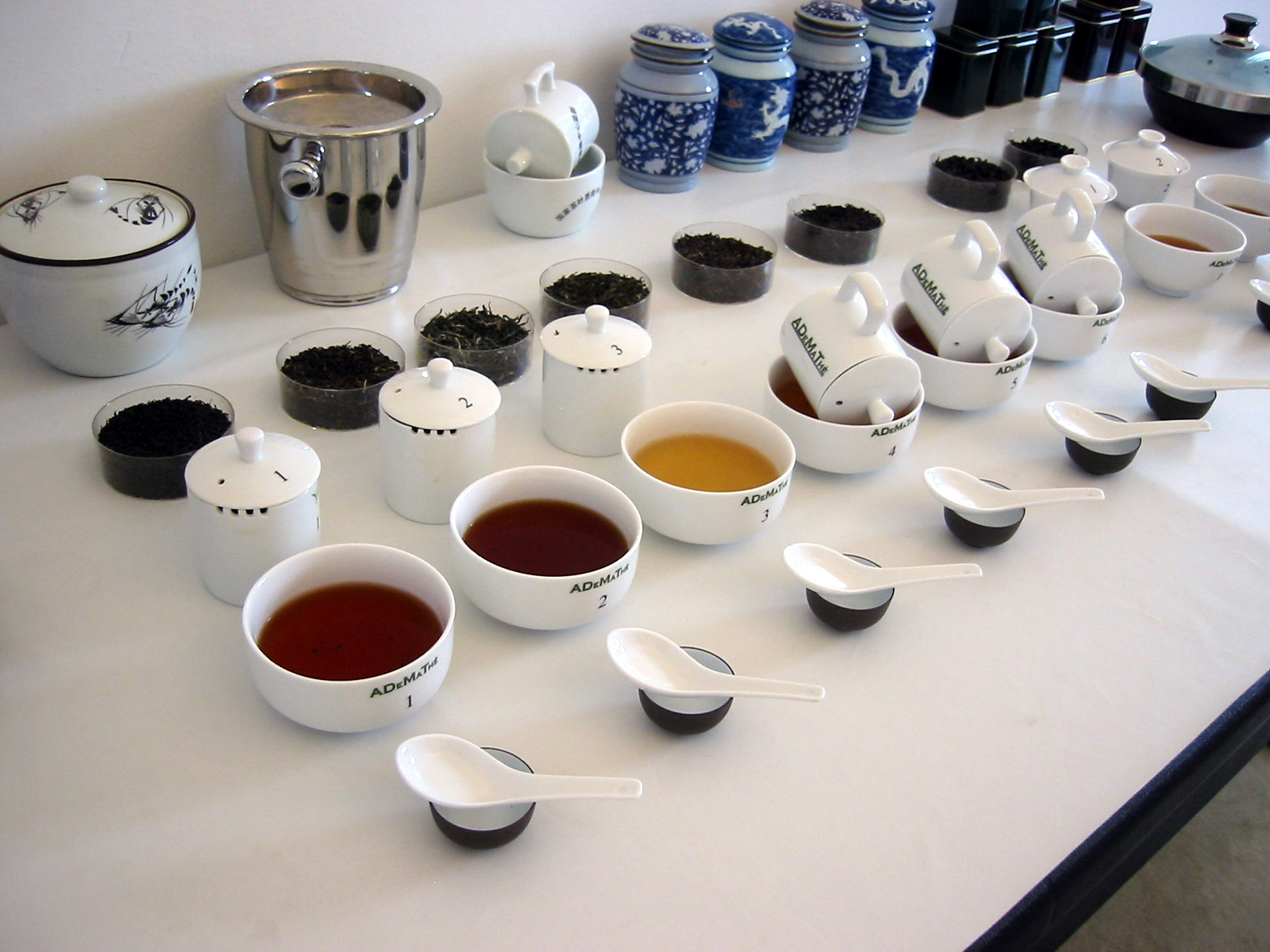
Tavolo da degustazione con tazze professionali

Questi standard, oltre ad imporre procedure e parametri precisi per la degustazione, impongono anche caratteristiche tecniche precise alle strumentazioni utilizzate nella degustazione professionale.
Le tazze professionali devono inoltre essere contrassegnate con una numerazione progressiva (1-2-3 ecc.), indispensabile nella pratica lavorativa.